# Fundação do Novo Cinema Latino-Americano
A Fundação do Novo Cinema Latino-americano é uma entidade cultural privada com personalidade jurídica própria, sem fins de lucrativos. Foi criada com o propósito de contribuir ao desenvolvimento e integração do cinema latino-americano e lograr um universo audiovisual comum, além de cooperar com o resgate e entrincheiramento da identidade cultural da América Latina e o Caribe. Fundada pelo Comitê de Cineastas de América Latina (C-CAL) em 4 de dezembro de 1985, a integram cineastas de dezoito países e está presidida pelo escritor colombiano Gabriel García Márquez.
Sua sede está na Cidade de Havana, em Cuba, em um amplo e acolhedor casarão dos arredores da cidade: a Quinta Santa Bárbara, Rua 212 esquina com a 31, Reparto La Coronela, La Lisa.
- Presidente: Gabriel García Márquez
- Argentina: David Blaustein, Fernando Birri
- Bolívia:Jorge Sanjinés
- Brasil: Geraldo Sarno, Nelson Pereira dos Santos, Orlando Senna, Silvio Tendler
- Colômbia: Carlos Álvarez, Lisandro Duque
- Cuba: Alfredo Guevara, Daniel Díaz Torres, Julio García Espinosa, Manuel Pérez Paredes
- Chile: Miguel Littín, Pedro Chaskel, Sergio Trabucco
- Equador: Ulises Estrella
- Estados Unidos da América: Jesús Salvador Treviño
- Guatemala: Rafael Rosal
- México: Jorge Sánchez, Paul Leduc
- Nicarágua: Ramiro Lacayo
- Panamá: Pedro Rivera
- Peru: Alberto "Chicho" Durant, Nora de Izcue, Rosa Rodríguez
- Porto Rico: Ana María García
- República Dominicana: Franklyn Hernández
- Uruguai: Nelson Wainstein, Walter Achugar
- Venezuela: Edmundo Aray, Tarik Souki